# Nachauc
Nachauc es una localidad del estado mexicano de Chiapas. Es parte del municipio de Chamula.

## Demografía
| Censo | Población |
| ----- | --------- |
| 2000  | 505       |
| 2010  | 694       |
| 2020  | 1 074     |